# Pisa (folyó)
A Pisa folyó Lengyelország északkeleti részén található a Mazuri-tóhátság területén, a Varmia-mazúriai vajdaságon belül. A Narew folyó egyik mellékfolyója. A folyó a Roś-tóból ered Pisz város közelében. A folyó nyugati partján fekszik a Puszcza Piska, vagy más néven Piszi erdő. A folyó hossza 80,4 kilométer, mely 4500 négyzetkilométernyi terület felszíni vizeit gyűjti össze. A folyó esése 32 cm/kilométer. Jellegzetes, meanderező folyó, melyen Pisztől Nowogródig 4-5 napba telik lehajózni. Egyik mellékfolyója a Bogumiłka.
Porosz nyelven a Pisa szó jelentése mocsár.

## Fordítás
Ez a szócikk részben vagy egészben  a   Pisa (river) című angol Wikipédia-szócikk ezen változatának fordításán alapul.  Az eredeti cikk szerkesztőit annak laptörténete sorolja fel. Ez a jelzés csupán a megfogalmazás eredetét és a szerzői jogokat jelzi, nem szolgál a cikkben szereplő információk forrásmegjelöléseként.